# Cuco Sánchez
José del Refugio Sánchez Saldaña, mais conhecido como Cuco Sánchez (Tamaulipas, 3 de maio de 1921 — Cidade do México, 5 de outubro de 2000) é um compositor, cantor e ator mexicano.

## Discografia
- Fallaste Corazón
- Que rechulo es querer
- Yo también soy mexicano
- Anillo de compromiso
- Anoche estuve llorando'
- Gritenme piedras del campo
- Guitarras, lloren guitarras
- La cama de piedra
- Mi gran amor
- Arrieros somos
- El mil amores
- La rosa de oro
- Que manera de perder
- Si no te vas
- Siempre hace frío
- Te parto el alma
- La que sea
- Hacia la vida
- Tres corazones

## Filmografia

### Televisão
- Esmeralda (1997) - Don Cuco
- María Mercedes (1992) - Genaro
- Simplemente María (1989) - Dn Cuco
- Mundo de juguete (1974)
- Mi rival (1973) - Cuco
- Una voz y una guitarra (1970) - Ele mesmo
- El mariachi (1970)
- Fallaste corazon (1968) - Guadalupe
- El corrido de Lupe Reyes (1966)
- The Chevy Show (1960)